# M'hammed El Guebbas
M'hammed El Guebbas (en arabe : محمد الجباص), né en 1847 et mort en 1934, est un homme d'État marocain. Il est de 1913 à 1917, le grand vizir de l'empire chérifien (Maroc),.

## Biographie
M'hammed El Guebbas est né en 1847 à Fès. Il avait des origines très modestes : « La famille de Guebbas , originaire du djebel Zerhoun , était de très modeste extraction ; son père était un simple plâtrier ».
Il fait ses études a l'université Al Qaraouiyine. Les archives françaises mentionnent qu'il séjourne à Londres de 1877 à 1880, envoyé par le sultan afin d'étudier le génie civil à l'université d'Oxford. À son retour, il est nommé secrétaire au Grand Vizirat.
En 1882, il est chargé par le sultan Moulay Abdelaziz d'une mission ayant pour but l'évacuation d'une compagnie britannique[pas clair] installée a Tarfaya. Satisfait de sa prestation, le sultan le nomme en 1883 premier secrétaire au ministère de la guerre.
En 1901, il accompagne le ministre des affaires étrangères à Paris pour traiter de la question du Touat et de la frontière avec l'Algérie française. Il fait la même année un voyage en Russie, au cours duquel il est reçu en audience par le tsar Nicolas II. 
À la suite des troubles causés par le brigand Mohamed Raisuni, connus comme l'affaire Perdicaris, il est nommé en 1903 ministre de la Guerre. À la tête d'une armée de 3 000 hommes, il joue un rôle clé dans la pacification et la restauration de l'autorité du sultan dans la région de Tanger.
Désormais l'un des hommes forts de l'empire devenu protectorat français, il est nommé Grand vizir en 1913,, succédant ainsi à Mohammed El Mokri. Le Maroc étant désormais sous influence française, sa politique s'aligna sur celle du résident général, Hubert Lyautey. Les dahirs sont d'ailleurs cosignés par le grand Vizir et le résident général a partir de 1913.
Bien que M'hammed El Guebbas ait demandé à pouvoir quitter ses fonctions pour raisons de santé, cela lui fut refusé et il resta en poste jusqu'en 1917. Mohammed el Mokri lui succéda.

## Mort
En 1934, et malgré un grand âge, il entreprend un pèlerinage toujours désiré. Il mourra quelques mois plus tard en terre sainte, à la Mecque.

## Décorations
- Grand croix du Ouissam Alaouite
- Grand officier de la Légion d'honneur
- Deuxième grade de la Croix de Victoria